# 准巴乡
准巴乡（藏語：སྒྲོན་པ，威利转写：sgron pa），是中华人民共和国西藏自治区山南市隆子县下辖的一个乡镇级行政单位。

## 行政区划
准巴乡下辖以下地区：
达嘎村、日囊村、哲村和吉巴村。